# Аді-Ендре
Аді-Ендре (рум. Ady Endre) — село у повіті Сату-Маре в Румунії. Входить до складу комуни Кеуаш.
Село розташоване на відстані 440 км на північний захід від Бухареста, 30 км на південний захід від Сату-Маре, 116 км на північний захід від Клуж-Напоки.

## Населення
За даними перепису населення 2002 року у селі проживали 177 осіб.
Національний склад населення села:
| Національність | Кількість осіб | Відсоток |
| -------------- | -------------- | -------- |
| угорці         | 84             | 47,5%    |
| румуни         | 83             | 46,9%    |
| цигани         | 10             | 5,6%     |

Рідною мовою назвали:
| Мова      | Кількість осіб | Відсоток |
| --------- | -------------- | -------- |
| угорська  | 94             | 53,1%    |
| румунська | 83             | 46,9%    |